# Fusigobius
Fusigobius – rodzaj morskich ryb z rodziny Gobiidae.

## Klasyfikacja
Gatunki zaliczane do tego rodzaju:
- Fusigobius aureus
- Fusigobius duospilus
- Fusigobius gracilis
- Fusigobius humeralis
- Fusigobius inframaculatus
- Fusigobius longispinus
- Fusigobius maximus
- Fusigobius melacron
- Fusigobius neophytus
- Fusigobius pallidus
- Fusigobius signipinnis